# Tsering Shakya
Tsering (Wangdu) Shakya (* 1959 in Lhasa) ist ein tibetischer Historiker und Tibetologe. Nachdem er ein Stipendium gewonnen hatte, studierte Tsering Shakya an der School of Oriental and African Studies und machte dort seinen B. A. Im Jahr 2000 wurde er Master of Philosophy in Tibetologie, 2004 wurde er mit seiner Doktorarbeit The Emergence of Modern Tibetan Literature Since 1950 Ph. D.

## Werke
- mit Wang Lixiong: The struggle for Tibet. Verso, London 2009, ISBN 978-1-84467-043-7
- mit Pelden Gyatsho: Ich, Palden Gyatso, Mönch aus Tibet. Bastei-Lübbe, Bergisch Gladbach 2000, ISBN 3-404-61447-X
- The dragon in the land of snows: A history of modern Tibet since 1947. Columbia University Press, New York 1999, ISBN 0-231-11814-7